# Druento
Druento (piemonti nyelven Druent ) egy község Olaszországban, Torino megyében.

## Elhelyezkedése

Druento község Torino megye térképén

Druento Givoletto hegyei és a torinói síkság között terül el. Folyója a Ceronda. Több másik községgel osztozik a La Mandria regionális parkon. Szomszédos települések :Collegno, Fiano, La Cassa, Pianezza, Robassomero, San Gillio és Venaria Reale.

## Híres emberek

### Itt született
- Marco Rossi (1964. szeptember 9.), olasz labdarúgó, a magyar válogatott jelenlegi szövetségi kapitánya[2]